# Douchy-Montcorbon
Douchy-Montcorbon – gmina we Francji, w Regionie Centralnym, w departamencie Loiret. W 2013 roku liczba ludności na terenie obecnej gminy wynosiła 1510 mieszkańców. 
Gmina została utworzona 1 stycznia 2016 roku z połączenia dwóch wcześniejszych gmin: Douchy oraz Montcorbon. Siedzibą gminy została miejscowość Douchy.